# Сергій Ората

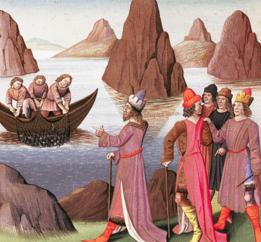
Сергій Ората демонструє свій спосіб вирощування устриць. Середньовічна французька ілюстрація

Гай Сергій Ората (лат. Gaius Sergius Orata; бл. 140 до н. е. — після 80 до н. е.) — торгівець і успішний підприємець, винахідник, гідроінженер часів Римської республіки. Основні відомості про нього містяться в працях Плінія Старшого, Вітрувія та Цицерона.

## Походження та ім'я
Походив з роду патриціїв Сергіїв, втім, за деякими відомостями, належав до стану вершників. Відомості про батьків відсутні. Син Луція або Гая Сергія.
Щодо походження агномену «Ората» письменник Секст Помпей Фест у ІІ ст. н.е. (через 250 років) писав:
| «Ората» — це позолочений лящ (Sparus aurata), вид риби, названий так за свій золотистий колір (aurata, «золотий», також пишеться як "orata")... Через це про дуже багатого Сергія кажуть, що його звали «Ората», тому що він носив два великих золотих кільця. Деякі авторитетні джерела стверджують, що своє прізвисько він отримав за комерційну діяльність, пов'язану з цими рибами. |

## Життєпис

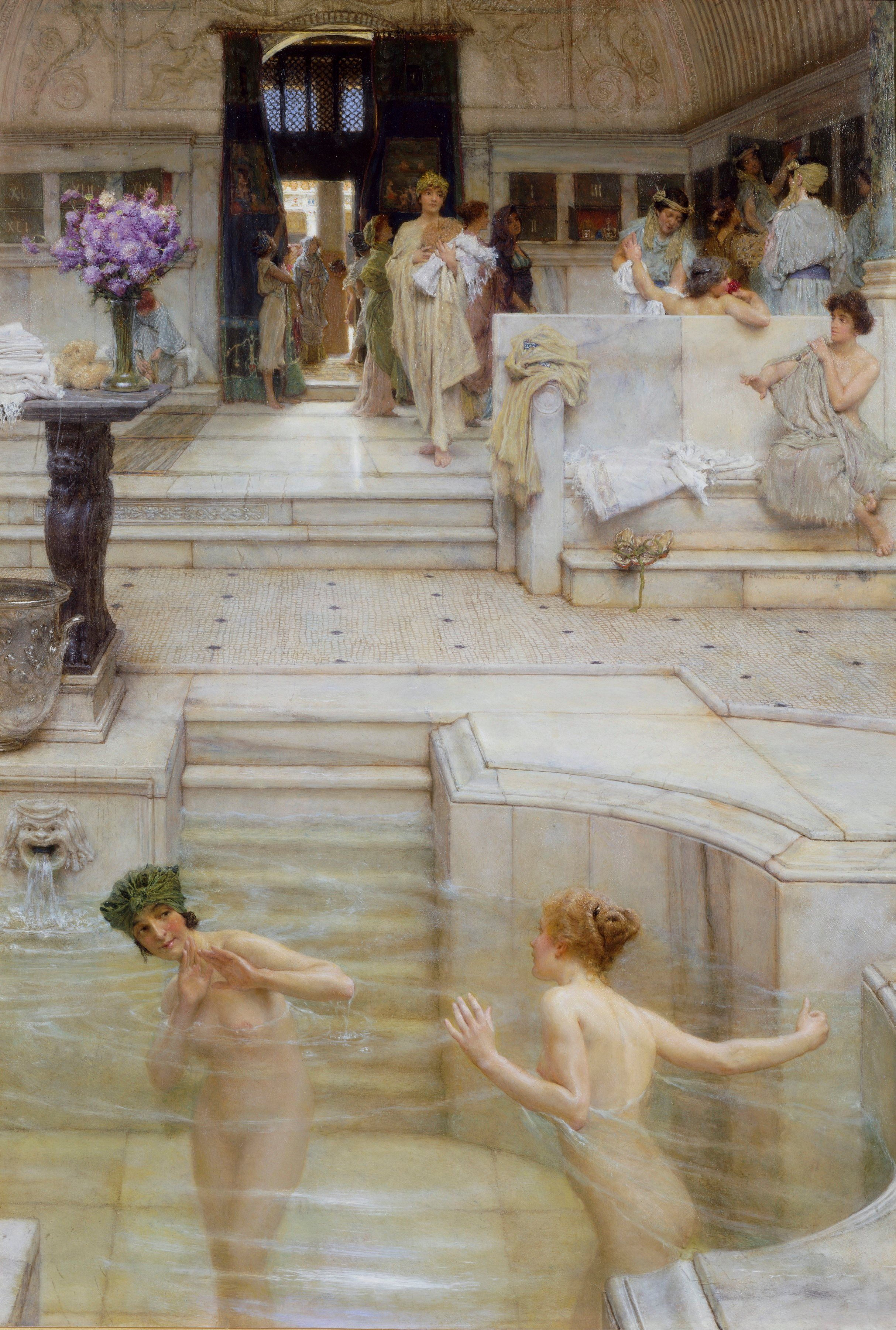
Римський критий басейн з підігрівом. Лоуренс Альма-Тадема, живопис XIX ст

Народився в Кампанії. Був першим, хто влаштував комерційне вирощування устриць у садках у своєму маєтку в Байях, неподалік від Лукринського озера (Кампанія). Тут з близько 95 року до н. е. розводив устриць різних розмірів та видів на продаж. При цьому влаштував їм успішну рекламну кампанію, запевнивши патриціїв, що лукринські устриці найсмачніші. Під час розведення вступив у конфлікт з Консідієм за власність на узбережжі Лукринського озера. В суді інтереси Орати успішно представляв Луцій Ліциній Красс, який потім захищав Сергія у суперечці за будинок з Марком Марієм Гратідіаном.
Потім також у садках став розводити камбалу. Під час цього винайшов систему штучного підігріву води (гіпокауст) в ставках. Це навело Сергія на думку, що цю систему можна використовувати для підігріву лазень і терм. Першим використав гіпокауст для своїх Стабійських терм у Помпеях. Це сталося близько 80 року до н. е.
Ще один вид підприємницької діяльності Сергій організував на купівлі вілл, з подальшою перебудовою їх теракотовою черепицею та підвісними басейнами, а потім продажу дорожче оновлених маєтків заможним римлянам. Крім того, Сергій був відомий як влаштовувач пишних бенкетів.